# 共晶

共晶点、組成、温度を表すために使用される、架空の二元混合物の相図。

共晶（きょうしょう、英: Eutectic system）は、構成成分の融点よりも低い融点を持つ均質混合物の一種であり、合金などが凝固するときの凝固形態、結晶組織の一つで、液相Lが分解して固相αと固相βを形成したときにできる結晶である。構成成分のすべての混合比において、最も低い融点は共晶温度と呼ばれる。相図上では、共晶温度は共晶点として示される。
例えば、2つの金属AとBを溶かして合金を作る場合、AとBの比率が、金属Aに対するBの固溶度（固溶体を形成するための限界）または金属Bに対するAの固溶度を超えると、その合金は異なる組成比を持つ固溶体結晶の混合物となる。これを共晶組織と呼ぶ。この用語は、時に混晶と区別なく使われることがある。
共晶ができるような反応は、共晶反応（eutectic reaction）と呼ばれる。共晶以外の混合比では、構成成分ごとに異なる融解温度を持つ。なぜなら、ある成分の結晶構造の格子が他の成分よりも低い温度で融解するためである。逆に、共晶以外の混合物が冷却されると、各成分は異なる温度で固体化して格子を形成し、最終的に全体が固体となる。
非共晶混合物は、相変化する融点/凝固点温度は1つではなく、液体と液相線の間で変化する温度と、固相線と固体の間で変化する低い温度を持つ。
共晶は、超音波を用いて集積回路を金メッキされた基板に接合する共晶接合、はんだ付け、ろう付け、金属鋳造、電気防食法、スプリンクラー設備、非毒性の水銀代替物などのさまざまな用途において利用される。
共晶という用語は、1884年にイギリスの物理学者・化学者のフレデリック・ガスリーによって作られた。由来は、良い融解である。ガスリーの研究以前、化学者たちは、最低融解点を持つ合金は、構成成分が単純な原子比で存在しているに違いないと仮定していたが、これが必ずしも正しくないことが証明された。

## 共晶相転移
共晶による凝固は、以下のように定義される。
{\displaystyle {\text{液 体}}\quad {\xrightarrow[{\text{冷 却}}]{{\text{共 晶}} \atop {\text{温 度}}}}\quad \alpha {\text{固 溶 体}}\ +\ \beta {\text{固 溶 体 }}}

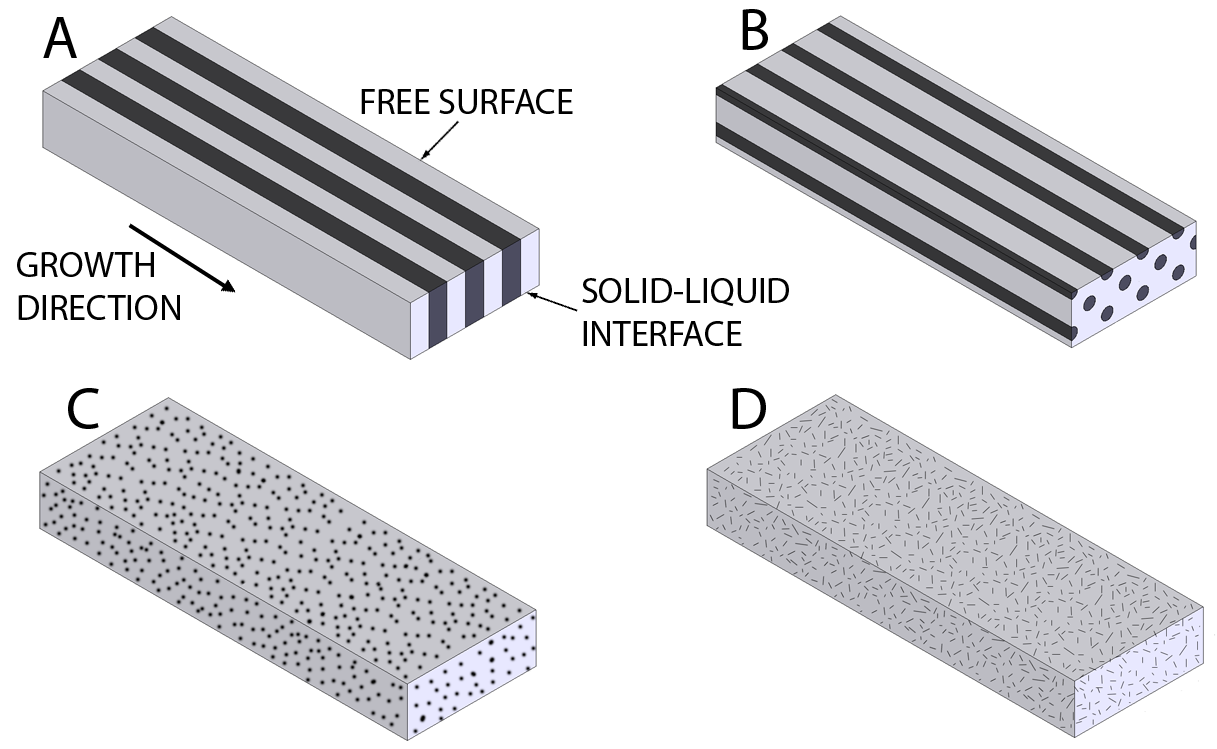
4つの共晶構造：A) 層状（lamellar）、B) 棒状（rod-like）、C) 球状（globular）、D) 針状（acicular）

この種類の反応は、不変反応と呼ばれる。これは、反応が熱平衡の状態にあり、別の言い方をすれば、ギブズの自由エネルギーの変化がゼロになることを意味する。具体的には、液体と2つの固溶体が同時に共存し、化学平衡にあることを表している。また、この反応中には熱停止現象が見られ、相転移が起きている間、システムの温度は変化しない。
共晶反応によって形成される固体の巨視的構造（マクロ構造）は、いくつかの要因によって決まるが、最も重要なのは、2つの固溶体がどのように核形成し、成長するかである。最も一般的な構造は層状構造だが、他にも棒状、球状、針状といった構造が形成されることもある。

## 非共晶組成
共晶系の組成が共晶点にない場合、次のいずれかに分類される。成分αの割合が多く、成分βの割合が共晶組成（E）より少ない場合は、亜共晶と呼ばれる。成分βの割合が多く、成分αの割合が共晶組成（E）より少ない場合は、過共晶と呼ばれる。
非共晶組成の温度を下げると、液体混合物は一方の成分をもう一方よりも先に析出する。過共晶溶液では、過共晶前相として成分βが析出する。亜共晶溶液では、亜共晶前相として成分αが析出する。

## 種類

### 合金
共晶合金は、2種類以上の材料で構成され、共晶組成を持つ合金である。非共晶合金が固化する場合、その成分は異なる温度で固化し、可塑的な融解範囲を示す。一方で、十分に混合された共晶合金は、単一の鋭い温度で融解する。特定の合金組成において、液相から固相へと固化する際に起こるさまざまな相変態は、その合金の相図上で液体相から固体相への垂直線を引くことで理解することができる。
共晶合金の主な用途は次のようなものがある。
- NEMA共晶合金過負荷リレー：工場プロセス機器（ポンプ、ファン、コンベヤなど）用の三相モーターの電気保護に使用される[8]。

はんだ用共晶合金：従来型は、鉛とスズを主成分とし、場合によっては銀や金を添加している。特に電子機器向けのSn₆₃Pb₃₇およびSn₆₂Pb₃₆Ag₂が配合された合金である。鉛フリーはんだは、スズ、銀、銅を主成分としたSn₉₆.₅Ag₃.₅などの新しい合金である。鋳造合金は、例としてシルミンや、炭素を4.3%含む鉄を使用した鋳鉄（オーステナイト-セメンタイト共晶を形成）である。
集積回路の共晶接合は、シリコン-金の共晶を利用して、シリコンチップを金メッキ基板に接合（超音波エネルギーを使用）。ろう付けは、プロセス初期に共晶融解を利用し、拡散によって接合部分から合金元素が失われる場合もある。温度応答材料は、スプリンクラー設備用のウッドメタルやフィールドメタルである。
非毒性の水銀代替物として、ガリンスタンが挙げられる。実験用のアモルファス金属は、極めて高い強度と腐食性を持つ。ナトリウムカリウム合金は、室温で液体となり、高速炉の冷却材として使用される。

### その他

エタノールと水の混合物における固液相転移。

塩化ナトリウムと水は共晶混合物を形成し、その共晶点は−21.2°Cで、質量比23.3%の塩を含む。この共晶特性は、塩を道路にまいて除雪したり、アイスクリームを作る際に、氷と混ぜて低温にするため利用される。
エタノール-水混合物は、極端に偏った共晶点を持ち、純粋なエタノールに近い。この特性は、分別凍結によって得られる最大アルコール度数を決定する。天日塩は、60%のNaNO₃と40%のKNO₃から成る共晶溶融塩混合物で、集光型太陽熱発電における蓄熱に使用される。太陽光溶融塩の共晶融点を低下させるために、Ca(NO₃)₂が42%、KNO₃が43%、NaNO₃が15%といった割合で硝酸カルシウムが使用される。
リドカインとプリロカインは常温で固体だが、共晶混合物を形成し、局所麻酔薬の共晶混合物リドカイン/プリロカイン（EMLA）として使用される融点16°Cの油状物質になる。メントールと樟脳も常温で固体だが、以下の割合（8:2、7:3、6:4、5:5）で液体の共晶混合物を形成する。これらは薬局での調剤に一般的に用いられる成分である。鉱物は火成岩内で共晶混合物を形成し、例えばグラノフィアが示すような特徴的な交成組織を生じる。一部のインクは共晶混合物であり、インクジェットプリンターが低温で動作するのを可能にしている。
塩化コリンは、クエン酸、リンゴ酸、糖類などの多くの天然物と共晶混合物を形成する。これらの液体混合物は、例えば抗酸化物質や抗糖尿病性抽出物を天然物化学から得るために使用される。

## 強化メカニズム

### 合金
金属中の共晶構造の主な強化機構は、複合材料である（材料の強化機構を参照）。この変形機構は、二つの構成相間で荷重が転移することで機能し、柔軟な相がより剛性の高い相に応力を伝達する。柔軟な相の延性と剛性相の強度を活用することで、材料全体の靭性が向上する。しかし、組成が過共晶または低共晶に変化すると、荷重転送機構はより複雑になる。これは、共晶相と二次相間、さらには共晶相内でも荷重転送が発生するためである。
共晶構造の2つ目の調整可能な強化機構は、二次相の間隔である。この間隔を変えることで、2つの相が共有する相境界を通じた接触面積の割合も変化する。共晶相の間隔を減らし、細かい共晶構造を作ると、構成相間で共有される表面積が増加し、より効果的な荷重転送が可能になる。ミクロスケールでは、この追加の境界面積が転位に対する障壁として作用し、材料をさらに強化する。その結果、粗い共晶構造は剛性が低いものの延性に優れ、細かい共晶構造は剛性が高い一方で脆さが増す。共晶相の間隔は加工中に制御可能であり、共晶構造の凝固中の冷却速度に直接関係する。例えば、単純な層状共晶構造における最小層間隔は以下の式で表される。
{\displaystyle \lambda ^{*}={\frac {2\gamma V_{m}T_{E}}{\Delta H*\Delta T_{0}}}}
ここで、{\displaystyle \gamma } は二相境界の界面エネルギー、{\displaystyle V_{m}} は共晶相のモル体積、{\displaystyle T_{E}} は共晶相の凝固温度、{\displaystyle \Delta H} は共晶相の標準生成エンタルピー、{\displaystyle \Delta T_{0}} は材料の過冷却温度である。つまり、過冷却温度を変更することで、二次相の最小達成可能な間隔を制御できる。
高温での変形に対する金属共晶相の強化（クリープ）は、応力のレベルに応じて一次変形機構が変化するため、より複雑である。高温で転位への移動が支配的となる変形では、荷重転送と二次相間隔からの強化が継続的に転位の動きを抑制する。一方、低応力でナバロ・ヘリングクリープが支配的な場合、共晶相構造の形状とサイズが重要な役割を果たす。これらは、空孔拡散が起こるために必要な境界面積に影響を与える。

## その他の重要ポイント

鉄-炭素状態図とオーステナイト（γ）からパーライトへの相変態

### 共析晶
変態点より上で、固相の状態にある溶液が液体ではなく固体である場合、類似した相変態が発生することがある。例えば、鉄-炭素系では、オーステナイト相が相変態を起こし、フェライトとセメンタイトが生成する。これらはしばしば、パーライトやベイナイトのような層状構造を形成する。この共析点は723 °C (1,333 °F)、炭素含有量0.76wt%で発生する。

### 包析
包析変態は、等温過程での可逆反応の一種であり、二元、三元、またはそれ以上の合金において、冷却時に二つの固相が反応して完全に異なる単一の固相を生成する現象である。この反応は、いくつかの合金型での準結晶の秩序形成や分解において重要な役割を果たす。また、類似した構造転移が急速回転による円柱状結晶でも予測されている。

### 包晶

金-アルミニウム相図

包晶変態は、共晶反応と類似しているが、ここでは液相と固相が一定の比率で反応し、単一の固相を生成する。この反応では、生成される固相が二つの反応相の界面で形成されるため、拡散障壁を形成し、一般的に共晶や共析変態と比べて反応速度が遅くなる。そのため、包晶組成物が凝固する際には、共晶凝固で見られるようなラメラ構造は見られない。
鉄-炭素系においても類似の変態が存在し、図の左上に示されている。これは、逆共晶のような形をとり、δ相が液体と結合して純粋なオーステナイトを生成する。この現象は1,495 °C (2,723 °F)、炭素含有量0.17%で発生する。
包晶分解温度では、化合物は融解するのではなく、別の固体化合物と液体に分解する。この各相の比率は、てこの法則によって決定される。例えば、金-アルミニウム金属間化合物の状態図では、AuAl2とAu2Alの二つの相のみが協溶的に融解し、それ以外は包晶分解を示すことが確認されている。

### 悪い固溶体
すべての最低融点系が共晶であるわけではない。その代わりに、劣った固溶体が存在することを、一般的な貴金属系である銅-銀系と銅-金系を比較することで説明できる。銅-銀系は、典型的な共晶系の例である。この系における共晶融点は780 °Cで、固溶限は重量比で80と912の間にあり、共晶点は重量比で719に位置する。
銀の純度が80から912の間であれば、その合金は固相線に到達すると、780 °Cで部分的に溶け始める。純度が正確に719の共晶合金は、液相線に到達すると完全に溶け、その温度がすべての合金が溶解するまで一定に保たれる。銀の純度が719以外の場合は、部分的に溶けた後、残留物として純度912または80の固相が残るが、両方が同時に存在することはない。これらは780 °Cで一定温度のまま溶解を続け、合金が共晶溶融物と固溶体残留物に分離する。さらに加熱すると、残留する固溶体が溶融物に溶け込み、液相線に到達するまで組成が変化し、最終的にすべてが溶解する。
一方、銅-金系は、最低融点が910 °Cで44原子％の銅（約20w％、金の純度は約800）であるものの、典型的な共晶系ではない。純度800の金は、910 ℃で融解し、全く同じ組成の融液となり、合金全体も全く同じ温度で融解する。 しかし、その違いは最小組成から離れたところで起こる。純度719以外の銀（広い純度範囲で、780 ℃で部分的に溶融）とは異なり、純度800以外の金は、合金の純度に応じて、910 ℃とは異なるか、それ以上の温度で凝固点に達し、部分溶融を開始する。 部分溶融が進むと、組成の変化を引き起こし、液体は残りの固体よりも純度800に近づき、残りの固体の純度は、液体の純度に依存する。
銅-銀系は、液相では溶解性が高い一方で、固相では溶解性が限定的である。このため、銅-銀合金が凝固する際、純度912の銀と純度80の銀の結晶に分離する。これらの結晶はそれぞれ780 °Cで安定し、凝固点では常に同じ組成になる。この特性により、780 °Cでの融解が一定温度で続く。そのため、どちらか一方、または両方の結晶が無くなるまで、常に780 ℃で融解する。
対照的に、銅-金系は、固体の状態でもすべての組成で成分が融点で混和するため、どんな組成の結晶でも存在し、組成によって異なる温度で融解する。
しかし、銅-金系は弱い固溶体である。 固体中の原子間には、実質的な不適応が存在するが、融点付近では原子を混合する熱運動のエントロピーによって克服される。 しかし、この不適応は、融液のように原子がより適応している相に比べて銅-金系を不利にし、それぞれ異なる融点となる。

## 共晶点組成および温度の計算
共晶点における組成と温度は、各成分の融解エンタルピーとエントロピーを用いて計算することができる。
ギブズの自由エネルギー{\displaystyle G}の温度依存性は、以下の微分式で表される。
{\displaystyle G=H-TS\Rightarrow {\begin{cases}H=G+TS\\\left({\frac {\partial G}{\partial T}}\right)_{P}=-S\end{cases}}\Rightarrow H=G-T\left({\frac {\partial G}{\partial T}}\right)_{P}}
従って、一定圧力における{\displaystyle G/T}微分は以下の式で計算される。
{\displaystyle \left({\frac {\partial G/T}{\partial T}}\right)_{P}={\frac {1}{T}}\left({\frac {\partial G}{\partial T}}\right)_{P}-{\frac {1}{T^{2}}}G=-{\frac {1}{T^{2}}}\left(G-T\left({\frac {\partial G}{\partial T}}\right)_{P}\right)=-{\frac {H}{T^{2}}}}
化学ポテンシャル{\displaystyle mu_{i}}は、活量が濃度に等しいと仮定すると次のように計算される。
{\displaystyle \mu _{i}=\mu _{i}^{\circ }+RT\ln {\frac {a_{i}}{a}}\approx \mu _{i}^{\circ }+RT\ln x_{i}}
平衡状態では、{\displaystyle mu_{i}=0}となり、{\displaystyle mu_{i}^{c}irc}は次のようになる。
{\displaystyle \mu _{i}=\mu _{i}^{\circ }+RT\ln x_{i}=0\Rightarrow \mu _{i}^{\circ }=-RT\ln x_{i}}
これを、積分すると次のようになる。
{\displaystyle \left({\frac {\partial \mu _{i}/T}{\partial T}}\right)_{P}={\frac {\partial }{\partial T}}\left(R\ln x_{i}\right)\Rightarrow R\ln x_{i}=-{\frac {H_{i}^{\circ }}{T}}+K}
積分定数{\displaystyle K}は純粋成分の融点温度{\displaystyle T^{c}irc}と融解エンタルピー{\displaystyle H^{c}irc}を用いて次のように求められる。
{\displaystyle x_{i}=1\Rightarrow T=T_{i}^{\circ }\Rightarrow K={\frac {H_{i}^{\circ }}{T_{i}^{\circ }}}}
これにより、各成分のモル分率を温度の関数として表す関係式が得られる。
{\displaystyle R\ln x_{i}=-{\frac {H_{i}^{\circ }}{T}}+{\frac {H_{i}^{\circ }}{T_{i}^{\circ }}}}
{\displaystyle n}個の成分の混合物は、次の系で記述される。
{\displaystyle {\begin{cases}\ln x_{i}+{\frac {H_{i}^{\circ }}{RT}}-{\frac {H_{i}^{\circ }}{RT_{i}^{\circ }}}=0\\\sum \limits _{i=1}^{n}x_{i}=1\end{cases}}}
{\displaystyle {\begin{cases}\forall i<n\Rightarrow \ln x_{i}+{\frac {H_{i}^{\circ }}{RT}}-{\frac {H_{i}^{\circ }}{RT_{i}^{\circ }}}=0\\\ln \left(1-\sum \limits _{i=1}^{n-1}x_{i}\right)+{\frac {H_{n}^{\circ }}{RT}}-{\frac {H_{n}^{\circ }}{RT_{n}^{\circ }}}=0\end{cases}}}
これは、次式によって解くことができる。
{\displaystyle {\begin{array}{c}\left[{\begin{array}{*{20}c}{\Delta x_{1}}\\{\Delta x_{2}}\\{\Delta x_{3}}\\\vdots \\{\Delta x_{n-1}}\\{\Delta T}\\\end{array}}\right]=\left[{\begin{array}{*{20}c}{1/x_{1}}&0&0&0&0&{-{\frac {H_{1}^{\circ }}{RT^{2}}}}\\0&{1/x_{2}}&0&0&0&{-{\frac {H_{2}^{\circ }}{RT^{2}}}}\\0&0&{1/x_{3}}&0&0&{-{\frac {H_{3}^{\circ }}{RT^{2}}}}\\\vdots &\ddots &\ddots &\ddots &\ddots &{\vdots }\\0&0&0&0&{1/x_{n-1}}&{-{\frac {H_{n-1}^{\circ }}{RT^{2}}}}\\{\frac {-1}{1-\sum \limits _{i=1}^{n-1}{x_{i}}}}&{\frac {-1}{1-\sum \limits _{i=1}^{n-1}{x_{i}}}}&{\frac {-1}{1-\sum \limits _{i=1}^{n-1}{x_{i}}}}&{\frac {-1}{1-\sum \limits _{i=1}^{n-1}{x_{i}}}}&{\frac {-1}{1-\sum \limits _{i=1}^{n-1}{x_{i}}}}&{-{\frac {H_{n}^{\circ }}{RT^{2}}}}\\\end{array}}\right]^{-1}.\left[{\begin{array}{*{20}c}{\ln x_{1}+{\frac {H_{1}^{\circ }}{RT}}-{\frac {H_{1}^{\circ }}{RT_{1}^{\circ }}}}\\{\ln x_{2}+{\frac {H_{2}^{\circ }}{RT}}-{\frac {H_{2}^{\circ }}{RT_{2}^{\circ }}}}\\{\ln x_{3}+{\frac {H_{3}^{\circ }}{RT}}-{\frac {H_{3}^{\circ }}{RT_{3}^{\circ }}}}\\\vdots \\{\ln x_{n-1}+{\frac {H_{n-1}^{\circ }}{RT}}-{\frac {H_{n-1}^{\circ }}{RT_{n-1}^{\circ }}}}\\{\ln \left({1-\sum \limits _{i=1}^{n-1}{x_{i}}}\right)+{\frac {H_{n}^{\circ }}{RT}}-{\frac {H_{n}^{\circ }}{RT_{n}^{\circ }}}}\\\end{array}}\right]\end{array}}}